# 이소타케촌
이소타케촌(五十猛村)은 시마네현 니마군에 있던 촌이다. 현재의 오다시의 일부에 해당한다.